# Tărtăcuță
Tărtăcuță este o plantă agățătoare din familia cucurbitaceelor, cu flori albe, cu frunze lunguiețe, roșii și cu fructe comestibile (Coccinia indica).